# Immo Sennewald

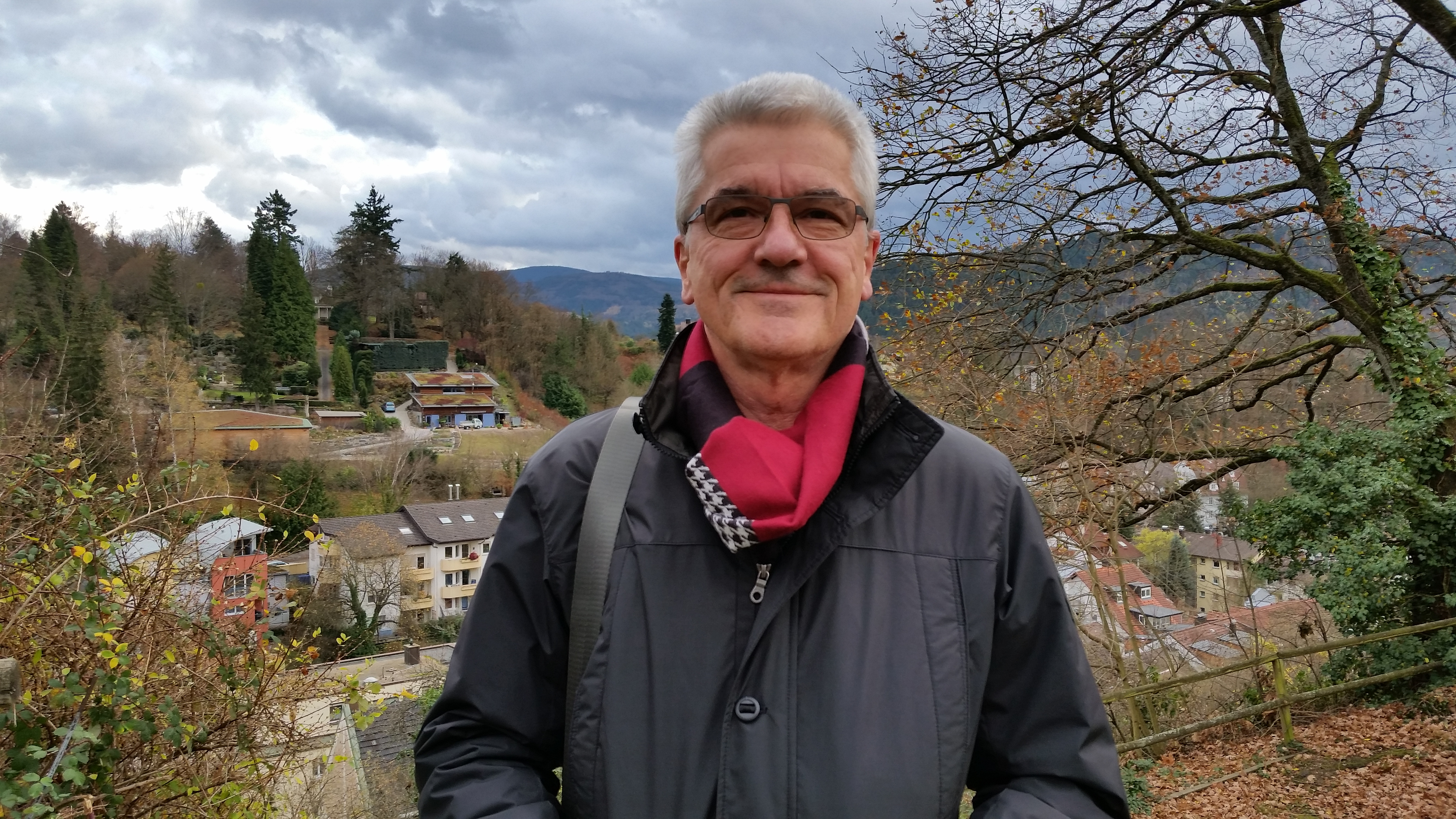
Immo Sennewald 2015

Immo Sennewald (* 10. Oktober 1950 in Suhl) ist ein deutscher Theaterregisseur, Schauspieler, Autor von  Fernsehproduktionen, Schriftsteller und freier Publizist.

## Leben
Nach dem Abitur in Suhl absolvierte Sennewald ein Physikstudium an der Humboldt-Universität in  Berlin, das er mit einer Arbeit über das Verhalten von Laserlicht in dünnen optischen Schichten beendete. Anschließend erhielt er eine Stelle als Wissenschaftlicher Assistent an der Akademie der Wissenschaften der DDR. Sennewald hatte neben seinem Studium seit Anfang der 1970er Jahre in Theateraufführungen der Berliner Volksbühne und von Shakespeares Leben und Tod König Richard III (Deutsches Theater Berlin) als Komparse mitgewirkt, dort die Bekanntschaft  kritischer Regisseure, Autoren und Schauspieler gemacht, die ihn zum Berufswechsel bewogen. Als 1974 das Institut für Schauspielregie in Berlin gegründet wurde, schrieb er sich für ein Regiestudium ein. 1979 beendete er dieses mit dem Abschluss als Diplom-Schauspielregisseur. Danach wurde er ans Theater (Schwedt an der Oder) engagiert.
Er verließ dieses Theater wegen anhaltender Eingriffe der Staatssicherheit, gründete die erste und einzige Freie Theaterproduktion der DDR, war freiberuflich als Regisseur und Schauspieler an Theatern, im Funk, Film und Fernsehen, als Rundfunk- und Synchronsprecher, Dozent für Schauspiel an der Hochschule für Schauspielkunst und als Autor in Berlin tätig, bis 1984 ein Berufsverbot seine Arbeit unterdrückte.
Im März 1989 wurde ihm die Ausbürgerung und Übersiedlung in die Bundesrepublik genehmigt. Hier wechselte er das Medium und begann eine freie Mitarbeit als Autor und Sprecher von Funk- und Fernsehproduktionen für den RIAS und RIAS-TV Berlin und seit April 1992 bei der Deutschen Welle TV (DW-TV) Berlin. Bei der Deutschen Welle TV Berlin war er bis Ende 1999 auch als Fernsehredakteur und Moderator tätig.
Ab 1995 produzierte Sennewald als Freier Journalist und Fernsehproduzent für DW-TV in Bochum, Köln und Berlin eine Reihe von Features über das Bildungssystem im vereinigten Deutschland. Seit 2000 lebt und arbeitet er in Baden-Baden als Autor von Filmbeiträgen aus der Biologie, Chemie, Physik, Mathematik, aus Architektur und Technik, Psychologie, Medizin, Gesellschafts- und Wirtschaftswissenschaften für verschiedene Magazin- und Nachrichtensendungen im Auftrag von ARD und ZDF. Er hat beim Salier Verlag Leipzig 2006 die kommunikationswissenschaftliche Schrift Der menschliche Kosmos und mit den Romanen Blick vom Turm, Babels Berg und Raketenschirm eine Trilogie über zeitgeschichtliche Umbrüche in der DDR und der Bundesrepublik zwischen 1968 und 2010 veröffentlicht.

## Fernsehproduktionen
- 1988: Schlaft nicht daheim (Fernsehfilm, Sprecher)
- 1990 Vom Museumsstück zur Superbahn (S- und U-Bahnen in Berlin nach dem Fall der Mauer; 30 Min., für RIAS-TV)
- 1993 Studieren in Deutschland (Studiensituation in alten und neuen Bundesländern; 30 Min. für Deutsche Welle TV)
- 1995 Salz Macht Geschichte (Geschichte und Gegenwart der Salzgewinnung in Bayern; 30 Min. für DW-TV)
- 1996 Ausstudiert und Arbeitslos (Zur Situation arbeitsloser Akademiker; 30 Min. für DW-TV)
- 1997 Campus – Bildung und Beruf (sechsteilige Reihe von Features über das deutsche Bildungssystem von der Schule bis zur Universität; à 30 Min. für DW-TV)
- 1998 Feinde, Fremde, Freunde – deutsch-französische Annäherungsversuche zur Geschichte der deutsch-deutschen Kulturbeziehungen seit 1945 (30 Min. für DW-TV), Wirtschaftsbeiträge für Made in Germany
- 2005 Internationale Produktion Zwischen Dschungel und Millionenstadt – Chinas unentdeckte Gesichter (ZDF/3sat)

## Hörfunkproduktionen
- 1976: Heinrich von Kleist: Michael Kohlhaas (von Meißen) – Regie: Hans-Dieter Meves (Hörspiel – Rundfunk der DDR)
- 1976: Antonio Skármeta: Die Suche (Soldat) – Regie: Joachim Staritz (Hörspiel – Rundfunk der DDR)
- 1991 Ich wendete mich nicht – der Dichter Wilhelm Müller, Feature für RIAS Berlin
- 2005 Die Sanftmut der Dai und das harte Geschäft – Ethnische Minderheiten in China, Feature SWR2 Wissen
- 2006 Maos Tod und Chinas Aufbruch – Politische Richtungskämpfe im neuen Reich der Mitte, Feature SWR2 Wissen
- 2007 Ist die Welt nicht mehr zu retten? – Der Fall Rudolf Bahro, Feature SWR2 Wissen
- 2009 Wikipedias Urgroßvater – der Lexicon-Meyer, Feature SWR2 Wissen
- 2009 Kalaschnikow – Karriere und Fluch einer Wunderwaffe, Feature SWR2 Wissen
- 2010 Steinbach – das Dorf der Attentäter, Feature SWR2 Leben
- 2010 Tod eines Reformers – Manager und die Führungskultur der Zukunft, Feature SWR2 Wissen
- 2010 Die Perlenverkäuferin – Luxus und Überleben in Chinas Ferienparadies, Feature SWR2 Leben
- 2011 Das leibliche Gedächtnis – wie unser Körper sich erinnert, Feature SWR2 Leben
- 2011 Abends nach neun – Ein Erfolgsautor als Straßenmusiker, Feature SWR2 Leben
- 2011 Für China aus dem Exil – der Dichter Liao Yiwu, Feature SWR2 Leben und Tandem
- 2012 Rohstoffnot und Dschungelkampf – DDR-Politik in Afrika, SWR2 Wissen
- 2012 Seile, SWR2 Wissen
- 2013 Mehr als ein Gerichtsentscheid – der Täter-Opfer-Ausgleich, SWR2 Tandem

## Bücher
- 2006 Der menschliche Kosmos – Gefühle, Konflikte, Strategien im Salier Verlag Leipzig
- 2008 Blick vom Turm  Roman im Salier Verlag Leipzig
- 2010 Babels Berg Roman im Salier Verlag Leipzig
- 2013 Raketenschirm Roman im Salier Verlag Leipzig

## Weblog
- seit 2009 Publizist in Deutsches Literaturarchiv Marbach